# Partito Ambientalista I Verdi (Norvegia)
Il Partito Ambientalista I Verdi (in bokmål Miljøpartiet De Grønne; in nynorsk Miljøpartiet Dei Grøne) è un partito politico norvegese di orientamento ecologista fondato nel 1988.

## Loghi

Dal 2011 al 2013
Dal 2013

## Risultati elettorali
| Elezione          | Voti    | %    | Seggi   |
| ----------------- | ------- | ---- | ------- |
| Parlamentari 1989 | 10.136  | 0,38 | 0 / 165 |
| Parlamentari 1993 | 3.054   | 0,12 | 0 / 165 |
| Parlamentari 1997 | 5.884   | 0,23 | 0 / 165 |
| Parlamentari 2001 | 3.785   | 0,15 | 0 / 169 |
| Parlamentari 2005 | 3.652   | 0,14 | 0 / 169 |
| Parlamentari 2009 | 9.286   | 0,35 | 0 / 169 |
| Parlamentari 2013 | 79.152  | 2,79 | 1 / 169 |
| Parlamentari 2017 | 94.788  | 3,20 | 1 / 169 |
| Parlamentari 2021 | 117.647 | 3,94 | 3 / 169 |